# Зональное (Сахалинская область)
Зона́льное — село в Тымовском городском округе Сахалинской области России, в 23 км от районного центра.

## География
Находится на берегу реки Тымь.

## Население
| 2002 | 2010 | 2013 | 2021 |
| ---- | ---- | ---- | ---- |
| 463  | ↘339 | ↘312 | ↘214 |

По переписи 2002 года население — 463 человека (223 мужчины, 240 женщин). Преобладающая национальность — русские (94 %).

## Аэропорт
На окраине посёлка расположен Аэропорт Зональное совместного базирования (с Министерством обороны РФ), используемый гражданскими авиакомпаниями на местных авиалиниях.